# Brossard
Brossard – miasto w Kanadzie, w prowincji Quebec, w regionie Montérégie i MRC Longueuil. Brossard zostało przyłączone do miasta Longueuil w 2002. Ze względu na niezadowolenie z powodu tej decyzji przeprowadzono 20 czerwca 2004 roku referendum na temat odłączenia się od Longueuil. W wyniku pozytywnego wyniku referendum Brossard zostało odtworzone jako samodzielne miasto 1 stycznia 2006.
Brossard jest najbardziej zróżnicowanym pod względem etnicznym miastem Quebecu. Ponad jedna trzecia mieszkańców to imigranci pierwszego pokolenia. Miasta charakteryzuje najwyższy (poza aglomeracją Montrealu) wskaźnik imigracji w Quebecu.
Liczba mieszkańców Brossard wynosi 71 154. Język francuski jest językiem ojczystym dla 50,2%, angielski dla 12,6% mieszkańców (2006).

## Współpraca
- Barentin, Francja